# Alafair Burke
Alafair S. Burke (Fort Lauderdale, 16 ottobre 1969) è una scrittrice e magistrato statunitense, autrice bestseller del New York Times. È figlia dello scrittore James Lee Burke.

## Biografia
Nasce a Fort Lauderdale, in Florida, nell'ottobre del 1969, ma cresce principalmente a Wichita, nel Kansas, dove la madre, Pearl Pai Chu, era  bibliotecaria scolastica e il padre, James Lee Burke, professore di inglese.
Dopo essersi laureata al Reed College e alla Stanford Law School e aver lavorato per un giudice alla Corte d'Appello del Nono Circuito, lavora come vice procuratore distrettuale a Portland, Oregon, dove si specializza in reati di violenza domestica. Alafair decide di scrivere il suo primo romanzo quando si rende conto che il suo lavoro era un terreno fertile per i romanzi polizieschi. Il suo primo romanzo, "Judgment calls", è ambientato nello stesso ufficio in cui ha lavorato per diversi anni ed è liberamente basato su elementi tratti dai molteplici casi che ha incontrato come pubblico ministero.
Sono due le serie dei suoi romanzi polizieschi: in uno la protagonista è il procuratore di Portland, Samantha Kincaid, nell'altro il detective Ellie Hatcher della polizia di New York. Nel 2014 nasce anche la serie "Sotto sospetto" scritta insieme a Mary Higgins Clark.
Pur non esercitando più la professione di avvocato, rimane un membro titolare della facoltà presso la Maurice A. Deane School of Law della Hofstra University, dove insegna diritto penale e procedura. Ha fatto parte del consiglio di amministrazione di Mystery Writers of America e come presidente della sua sezione di New York. È stata la prima donna di colore a ricoprire il ruolo di presidente dell'organizzazione.

## Vita privata
Vive a New York con il marito Sean Duncan Simpson, sposato nel 2006, e i due cani Double e Frannie.

## Opere
Altri romanzi
- 2011 Una perfetta sconosciuta - (Long gone), Piemme, 2017
- 2013 L'ultima volta che ti ho vista - (If you were here), Piemme, 2018
- 2016 La ragazza nel parco - (The ex), Piemme, 2016
- 2018 La ragazza che hai sposato - (The wife), Piemme, 2018
- 2019 Sorelle sbagliate - (The better sister), Piemme, 2019

Serie Sotto sospetto
- 2014 Così immobile tra le mie braccia - (The Cinderella murder) con Mary Higgins Clark - Sperling & Kupfer, 2016
- 2015 La sposa era vestita di bianco - (All dressed in white) con Mary Higgins Clark - Sperling & Kupfer, 2017
- 2019 Non chiudere gli occhi - (The Sleeping Beauty Killer) con Mary Higgins Clark - Sperling & Kupfer, 2019
- Un respiro nella neveEvery Breath You Take (2017) (with co-author Mary Higgins Clark)
- Perché mi appartieni You Don't Own Me (2018) (with co-author Mary Higgins Clark)

Serie Ellie Hatcher
- Dead Connection (Ellie Hatcher 1) (2007)
- 2008 La città del terrore - (Angel's tip, Ellie Hatcher 2) Newton Compton, 2009
- 212 (Ellie Hatcher 3) (2010) (Published in the UK as City of Lies)
- 2020 Non dire una bugia - (Never tell, Ellie Hatcher 4), Piemme, 2020
- Dalla parte sbagliata (All Day and a Night - Ellie Hatcher 5) (2014)

Serie Samantha Kincaid
- Judgment Calls (Samantha Kincaid 1) (2003)
- Missing Justice (Samantha Kincaid 2) (2004)
- Close Case (Samantha Kincaid 3) (2005)